# Roberto del Palacio
Roberto del Palacio fue un periodista español.

## Biografía
Era hijo del escritor Eduardo de Palacio. Fue redactor en Madrid de El Resumen, La Correspondencia de España y La Ilustración Española y Americana. Individuo de la Asociación de la Prensa desde el año 1896, colaboró también con otras colaboraciones periódicas como Hojas Selectas en 1902 y ABC y Blanco y Negro en 1903.